# Гайке Фрідріх
Гайке Фрідріх (нім. Heike Friedrich, 18 серпня 1970) — німецька плавчиня.
Олімпійська чемпіонка 1988 року.
Чемпіонка Європи з водних видів спорту 1985, 1987, 1989 років, призерка 1991 року.